# Evel Knievel (álbum)
Evel Knievel es un álbum de material hablado del actor de riesgo estadounidense del mismo nombre. Fue lanzado en septiembre de 1974 a través de Amherst Records.

## Grabación y contenido
Las sesiones de grabación del álbum tuvieron lugar en Sound City, un estudio ubicado en Van Nuys, California. Ron Kramer produjo el álbum mientras que Bill Drescher se desempeñó como ingeniero de audio. Evel Knievel presenta a Knievel hablando de sus filosofías y de su próximo intento de saltar el Cañón del Río Snake de ¾ de milla de ancho el 8 de septiembre de 1974. «The Ballad of Evel Knievel», escrita por Dean Kay y Ron Kramer, e interpretada por John Culliton Mahoney, fue lanzado como sencillo y recibió mucha difusión en todo el país. El lado B, «Why», fue escrito por el propio Knievel. El sencillo alcanzó el puesto número 85 en la lista Top 100 Singles de Cash Box.

## Recepción de la crítica
Un escritor no especificado de la revista Cash Box lo consideró “una pieza de colección sin duda” y atribuyó su importancia al histórico salto de Knievel al Cañón del Río Snake.

## Lista de canciones
Todas las letras escritas por Evel Knievel, excepto donde esta anotado.
| Lado uno |                    |            |          |  |
| N.º      | Título             | Música     | Duración |  |
| 1.       | «Prologue»         |            | 1:46     |  |
| 2.       | «Press Conference» |            | 23:10    |  |
| 3.       | «Why»              | Carl Setty | 3:24     |  |

| Lado dos |                                                                   |            |          |          |  |
| N.º      | Título                                                            | Letras     | Música   | Duración |  |
| 1.       | «The Ballad of Evel Knievel» (performed by John Culliton Mahoney) | Ron Kramer | Dean Kay | 2:30     |  |
| 2.       | «Evel Talks with the Kids»                                        |            |          | 20:36    |  |
| 3.       | «Evel Talks of the Future»                                        |            |          | 2:17     |  |

## Legado
En una entrevista con Variety, el ex batería de Nirvana, Dave Grohl, recordó como el vocalista Kurt Cobain hizo un gran esfuerzo para robar un carrete del álbum mientras grababan Nevermind de 1991 en los estudios Sound City. Años después, de acuerdo a Grohl, “cuando Cobain finalmente pudo permitirse un reproductor para su tesoro de Knievel, se sintió decepcionado al enterarse de que había robado un álbum de material hablado, en lugar de música, y lo había tirado a la basura”.

## Créditos y personal
Créditos adaptados desde las notas de álbum de Evel Knievel.
- Evel Knievel – voces
- John Culliton Mahoney – voz principal en «The Ballad of Evel Knievel»
- Ron Kramer – productor
- Len Levy – productor ejecutivo
- Bill Drescher – ingeniero de audio, mezclas
- Jim Helms – arreglos, conductor
- Jerry Fogel – narrador
- Saul Saget – diseño